# Pierre Geay
Pour les articles homonymes, voir Geay.
Ne doit pas être confondu avec Pierre Geay (acteur).
Pierre Joseph Geay, né le 15 mars 1845 à Saint-Symphorien-sur-Coise et mort le 14 novembre 1919, est un évêque français, évêque de Laval de 1896 à 1904.

## Biographie

### Formation
Il est né de parents sans fortune. Attiré par l'affection d'un oncle, il fait ses études au petit séminaire Saint-Jean puis au grand séminaire de Lyon.

### Prêtre
Il est ordonné prêtre en 1869. Il enseigne les humanités au collège ecclésiastique de Roanne, puis en 1871 la théologie au séminaire des Missions africaines de Lyon. Il est envoyé par son supérieur à Nice pour ouvrir une maison et une chapelle. Il s'adonne à la prédication pendant cinq ans et rencontre des succès oratoires qui le font remarquer. Il entreprend alors une série de voyages dans l'intérêt des Missions africaines de Lyon qui lui ouvre de nombreuses relations.
Il revient à Lyon en 1876 sur la demande d'Odon Thibaudier comme aumônier de l'école Fénelon. Il devient vicaire à L'Horme, puis  à la paroisse de la grande église de Saint-Étienne en 1878, puis dans la même ville, aumônier de l'hospice de la Charité.
De 1887 à 1891, il dirige la paroisse de Saint-Anne-du-Sacré-Cœur de Lyon, puis est nommé curé-archiprêtre de la primatiale Saint-Jean à Lyon. Il aurait assisté le président Sadi Carnot lors de ses derniers moments le 24 juin 1894.

### Évêque
Républicain, il est un élément de politique de conciliation entre l’État et l’Église catholique. Après quelques hésitations, manœuvres et tergiversations, en septembre 1896, il est nommé évêque de Laval, diocèse peu favorable à la République. Dès son arrivée, il veut cantonner le clergé dans l'action purement pastorale, lui interdire toute activité politique et abaisser la puissance des congrégations ; il se heurte rapidement aux royalistes de son diocèse, et à des adversaires au sein du clergé, les futurs bénéficiaires de la Séparation et de la confiance de Pie X qui élèvera la plupart d'entre eux à l'épiscopat.
En octobre 1900 une campagne de presse s’organise contre lui. Les articles d’Albert Monniot dans La Libre Parole l’attaquent sur ses idées et décisions épiscopales mais aussi sur sa vie privée, l'accusant d’une liaison amoureuse avec la prieure du Carmel de Laval, Suzanne Foccart. S’ensuit un imbroglio où interviennent Jean-Pierre Dissard, le préfet, le directeur des cultes, Mouthon, un journaliste, etc. 

### Démission

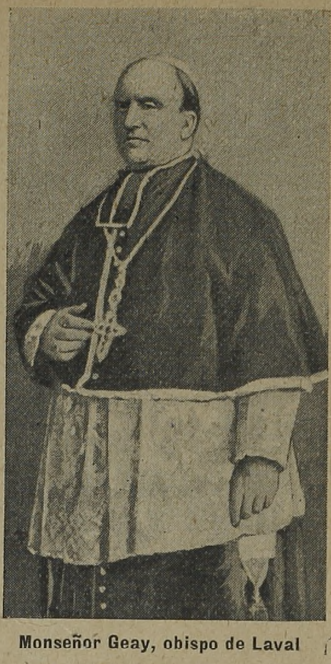
Geay en 1904.

Geay plaide sa cause à Rome qui le maintient en place. L'arrivée d'Émile Combes et de Pie X augmentent les tensions entre l'État français et Rome. Le 17 mai 1904, il est sommé par Rome de démissionner dans le mois. Il lui est interdit par le gouvernement de quitter la France. La campagne de presse s'amplifie et les relations diplomatiques entre la France et le Saint-Siège sont rompues. Fin août, il présente personnellement sa démission au pape qui le nomme alors évêque in partibus de Samos (de). Il est fort possible que cette affaire ait pesé sur le vote de la loi de séparation des Églises et de l'État.[évasif]
En septembre, il se retire à Cannes à la villa Pauline. En 1906, après la loi de séparation des Églises et de l'État, et l'intérim du vicaire général Gustave Barrier, un nouvel évêque, Eugène Grellier est nommé directement par Rome à Laval. Pierre Geay se retire à partir de 1911 à Caluire, dans le Rhône, où l'archevêque de Lyon lui confie diverses missions, notamment des tournées de confirmations. Malade, il se retire ensuite à Hyères où il meurt en 1919. Ses obsèques se déroulent à la primatiale Saint-Jean de Lyon. Il est enterré à Saint-Symphorien-sur-Coise.

### Armes
D'azur à la forteresse d'or, accostée en chef du monogramme constantinien d'argent et de celui de la Vierge de même; à la campagne de gueules chargée d'un lion léopardé d'argent.